# فيكتور نييريندا
فيكتور نييريندا (بالإنجليزية: Victor Nyirenda)‏ (23 أغسطس 1988 بلانتاير مالاوي - ) هو لاعب كرة قدم ملاوي.

## روابط خارجية
- فيكتور نييريندا على موقع قاعدة بيانات كرة القدم.إي يو (الإنجليزية)
- فيكتور نييريندا على موقع ناشيونال فوتبول تيمز (الإنجليزية)
- فيكتور نييريندا على موقع Soccerway.com (الإنجليزية)